# Hegésipo
Santo Hegésipo (em grego: Ἅγιος Ἡγήσιππος) foi um cronista durante o cristianismo primitivo e que provavelmente era um judeu-cristão e que certamente escreveu contra heresias como o gnosticismo e o marcionismo. A data em que Hegésipo viveu é obtida de maneira insegura através de uma afirmação de Eusébio de que a morte e a apoteose de Antínoo (em 130 d.C.) teria ocorrido quando Hegésipo ainda estava vivo[a], de que ele teria ido a Roma durante o reinado do papa Aniceto (ca. 150 - 168) e teria escrito durante o reinado do papa Eleutério (ca. 174 - 189 d.C.).

## Vida
Eusébio diz que Hegésipo era um convertido do judaísmo, letrado em línguas semíticas e familiar com a tradição oral e os costumes dos judeus, pois ele cita do hebraico, e também era familiar como Evangelho dos Hebreus. Há argumentos de que o parco conhecimento de Eusébio sobre o hebraico e o aramaico e sua falta de conhecimento pessoal dos costumes dos judeus não o capacitavam a julgar Hegésipo como uma fonte da qual se poderia depender.
Hegésipo parece ter vivido pelo menos uma parte de sua vida no oriente, pois, no tempo do Papa Aniceto (ca. 150 - 168 d.C.), ele viajou por Corinto para chegar a Roma, coletando no caminho ensinamentos das diversas igrejas que visitou e, ao mesmo tempo, avaliando a conformidade deles com o ensinamento romano, como pode ser visto neste trecho:
| “ | E a igreja dos coríntios permaneceu fiel à palavra até a época que Primus era bispo em Corinto. Eu os conheci à caminho de Roma e permaneci com eles por muitos dias, nos quais eles foram relembrados da verdadeira palavra. E quando eu estava em Roma, eu prossegui até o Papa Aniceto, cujo diácono era Eleutério. E à cada vez e em cada cidade encontrei tudo de acordo com as ordens da Lei, dos Profetas e do Senhor" | ” |
|   | — História Eclesiástica, Eusébio de Cesareia, citando Hegésipo. |   |

## Obras

### Fragmentos eHypomnemata
As obras de Hegésipo se perderam todas, com exceção de oito passagens sobre a história da Igreja coletadas por Eusébio que nos contam que ele escreveu Hypomnemata (em grego:  Ὑπομνήματα, "Memórias" ou "Memoranda") em cinco livros, em estilo simples, sobre a tradição da pregação apostólica. Através de Eusébio, Hegésipo também chegou até Jerônimo (em De Viris Illustribus, cap. 22), que é responsável pela ideia de que Hegésipo "…escreveu a história de todos os eventos eclesiásticos desde a paixão de nosso Senhor até o seu próprio tempo... em cinco volumes", o que estabeleceu definitivamente a Hypomnemata como uma história eclesiástica[b]. Hegésipo se baseava principalmente na tradição como lhe fora passado pela sucessão de bispos até os seus dias, providenciando assim a Eusébio informações sobre os primeiros bispos que, de outra forma, teriam se perdido.
Eusébio cita Hegésipo a partir do quinto e último livro[d], um longo - e talvez lendário - relato da morte de Tiago, irmão de Jesus. Ele também transcreve de Hegésipo a história da eleição de seu sucessor, Simeão e da convocação dos descendentes de Judas, irmão de Jesus a Roma pelo imperador Domiciano[e]. Uma lista de heresias contra as quais Hegésipo escreveu também é citada. Dr. Lawlor argumentou  que todas estas passagens citadas por Eusébio estavam conectadas no original e eram parte do quinto livro dele. Ele também argumentou pela probabilidade de que Eusébio tenha conseguido de Hegésipo a afirmação de que João Evangelista fora exilado para Patmos por Domiciano. É muito provável que a datação com base em reinados papais em Ireneu e em Epifânio - por ex., que o discípulo de Marcião, Cerdão, e Valentim tinham ido a Roma durante Aniceto - tenha sido derivada também de Hegésipo. Da mesma forma, é provável também que a afirmação de que Hermas, o autor do Pastor de Hermas, era irmão do Papa Pio I (como afirmam o Catálogo Liberiano, o poema "Contra Marcião" e o Fragmento muratoriano).

### Lista de Papas
É provável que Eusébio tenha "tomado emprestado" a sua lista dos primeiros bispos de Jerusalém de Hegésipo. Usando de grande habilidade, J.B. Lightfoot, em "Clemente de Roma" (Londres; 1890), encontrou traces de uma lista de Papas em Epifânio de Salamina que também pode ter sido derivada de Hegésipo, onde o escritor do século IV d.C. descuidadamente afirma: "Marcelina veio até nós recentemente e destruiu muitos, nos dias de Aniceto, bispo de Roma", se referindo em seguida ao "já citado catálogo", embora ele não tenha feito. Ele está claramente citando um autor que estivera em Roma no tempo de Aniceto e teria feito uma lista de Papas[c]. Uma lista que tem algumas curiosas coincidências com a Epifânio ao se estender apenas até Aniceto pode ser encontrada no poema de Pseudo-Tertuliano "Contra Marcião". Aparentemente Epifânio teria se enganado, confundindo Marcião com Marcelina. A mesma lista está na base da parte mais antiga do Catálogo liberiano, sem dúvida derivado de Hipólito. Com argumentos mais fracos, a visão de Lightfoot foi contestada pois apesar das coincidências entre as listas de Ireneu, Sexto Júlio Africano e Eusébio, apenas este último cita Hegésipo nominalmente, e portanto não se pode assumir que todas tenham se baseado em sua lista perdida.

### 'História' de Hegésipo
A história de Hegésipo (Historia Hegesippi) aparece em um inventário de livros na Abadia de Corbie. Não se sabe a data do inventário, considerado por vezes como sendo do século XII d.C. Porém, é provável que a citação se refira a uma adaptação latina das obras históricas de Flávio Josefo, também escritas em cinco livros, e que foi atribuída incorretamente numa data antiga à Hegésipo. A obra real dele nunca foi traduzida para o latim e o catálogo da Abadia se refere a uma história nesta língua ao invés do grego. Atualmente, o autor desta obra é normalmente chamado de Pseudo-Hegésipo para diferenciá-lo). Zahn  mostrou que a obra de Hegésipo pode ter sobrevivido até os séculos XVI e XVII em três bibliotecas orientais.
| “ | Devemos lamentar a perda das outras partes das "Memórias", que sabemos terem sobrevivido até o século XVII." | ” |
|   | — Hegesippus fragments in Eusebius, Peter Kirby.                                                             |   |